# Masakra w Isla Vista
Masakra w Isla Vista – masowe morderstwo, do którego doszło 23 maja 2014 w Isla Vista, na terenie kampusu Uniwersytetu Kalifornijskiego w Santa Barbara. Sprawca, 22-letni Elliot Rodger zamordował 6 osób, po czym popełnił samobójstwo.

## Przebieg
Elliot Rodger zaczął zbrodnię od zamordowania trzech swoich współlokatorów za pomocą noża. Następnie usiłował zmyć krew z podłogi, ale ostatecznie zaprzestał tej czynności i udał się do kawiarni gdzie nagrał film, na którym wytłumaczył motywy swojej zbrodni – mianowicie obwiniał kobiety oraz cały świat o to, że wciąż jest prawiczkiem. Wysłał również swój 141-stronicowy manifest o oczyszczeniu całego świata z popędu seksualnego swojemu ojcu oraz terapeutce, którzy zawiadomili policję. Następnie udał się do żeńskiego akademika z zamiarem urządzenia tam masakry. Nikt mu jednak nie otworzył, więc zaczął strzelać do osób przechodzących w pobliżu. Na miejscu zginęły dwie studentki. Następnie Rodger wsiadł do samochodu BMW 328i Coupé i pojechał na Pardall Road, gdzie ostrzelał najpierw pustą kawiarnię, a potem sklep spożywczy. Zabił jednego studenta. Później jechał ulicą Camino del Sur taranując pieszych i strzelając z pistoletów Glock 34 i SIG-Sauer P226. W tym czasie został ranny w wyniku strzału miejscowego szeryfa. Chwilę później ścigany przez policję popełnił samobójstwo, strzelając sobie w głowę.

### Ofiary
1. George Chen (lat 19)
2. Katherine Cooper (lat 22)
3. Chen Juan Hong (lat 20)
4. Christopher Michaels-Martinez (lat 20)
5. Elliot Rodger (lat 22, sprawca)
6. Weihan Wang (lat 20)
7. Veronika Weiss (lat 19)

## Sprawca
Elliot Rodger od najmłodszych lat wykazywał problemy antyspołeczne, spowodowane tym, że był prześladowany w szkole oraz odrzucany przez rówieśników. Następnie leczył się psychiatrycznie. Prowadził blog i miał konto na YouTube, na obu tych portalach narzekał na samotność i odrzucenie. Przede wszystkim narzekał jednak na frustrację seksualną. Nagrywał szereg filmików, w których uskarżał się na kobiety, które nie chciały uprawiać z nim seksu, jak i na mężczyzn aktywnych seksualnie. Miał również żal do swojej o cztery lata młodszej siostry, Georgii, która straciła dziewictwo w wieku 18 lat. W jego postach odbijał się również rasizm. Elliot, będący synem brytyjskiego reżysera i chińskiej pielęgniarki, czuł wyraźną niechęć do osób pochodzenia azjatyckiego.
Jego postać stała się dość popularnym tematem na forach internetowych. Zainspirował kilku innych masowych morderców, w tym Christophera Harpera-Mercera czy Aleka Minassiana. Również zbrodnia Nikolasa Cruza wydaje się w jakiś sposób zainspirowana morderstwami Rodgera.
Z rodziną Elliota Rodgera przyjaźnił się scenarzysta, producent filmowy i reżyser Dale Launer. Na prośbę ojca Rodgera Launer próbował doradzić Rodgerowi, jak być bardziej pewnym siebie w stosunku do kobiet. Po śmierci Rodgera Launer napisał artykuł dla BBC o swoim doświadczeniu.